# Safaa Kumari
Safaa Kumari (em árabe: صفاء كوماري; nascida em 1963, na Síria) é uma virologista de plantas conhecida por desenvolver uma variedade de feijão-fava resistente ao vírus amarelo necrosante do feijão-fava (FBNYV).

## Vida
Safaa Kumari nasceu em 1963, na cidade de Aleppo, na Síria. Ela foi criada em Aleppo e tem vários irmãos. Entre 1982 e 1985, esteve na Universidade de Aleppo onde estudou na Faculdade de Agricultura.
Ela começou a trabalhar investigando um vírus que vem se espalhando da Etiópia e afeta importantes plantas alimentícias como lentilhas, favas e grão-de-bico. Isso é devastador para as famílias de baixa renda que dependem desse feijão para ser sua "carne de pobre". Curiosamente, a causa está ligada às mudanças climáticas. A mudança de temperatura incentiva a população de pulgões a crescer e esses pulgões espalham o vírus muito mais amplamente. Ela descobriu uma variedade de fava que era resistente ao vírus amarelo necrosante do feijão-fava (FBNYV).
Ela estava morando em Aleppo durante a Guerra na Síria. Ela havia saído para participar de uma conferência em Addis Abbaba, capital da Etiópia, quando soube que sua família estava fugindo. Sua família teve dez minutos para sair de casa. Ela decidiu arriscar sua vida viajando para Damasco, capital da Síria, e depois dirigindo para resgatar as sementes resistentes a doenças. As sementes estavam armazenadas na residência de sua irmã, que ficava no centro de Aleppo. Ela coletou as sementes e depois viajou para o Líbano.
Sua próxima tarefa era pegar as características de resistência que ela havia encontrado e transferi-las para uma variedade produtiva. Ela imediatamente começou a trabalhar em sua nova casa e também mergulhou na situação da ferrugem amarela e da ferrugem do caule no Líbano. Durante esse tempo, ela juntou evidências definitivas de que o Ug99 ainda não havia chegado ao país.
Em 2020, ela foi reconhecida nLista das 100 Mulheres da BBC. Duas mulheres da Síria fizeram parte da lista - a outra era a cineasta Waad Al Kateab. Nessa época, ela estava trabalhando no Líbano no Centro Internacional de Pesquisa Agrícola nas Áreas Secas (ICARDA), no Vale do Beca. No mesmo mês de seu prêmio, pesquisadores anunciaram que o vírus FBNYV havia sido observado na Espanha.

## Reconhecimento
2020 - Lista das 100 Mulheres da BBC.